# Cardiochilus
Cardiochilus là một chi thực vật có hoa trong họ, Orchidaceae.